# Escuela Técnica Superior de Ingeniería y Diseño Industrial (Universidad Politécnica de Madrid)
La Escuela Técnica Superior de Ingeniería y Diseño Industrial (ETSIDI) es un centro perteneciente a la Universidad Politécnica de Madrid.

## Historia
La Escuela Técnica Superior de Ingeniería y Diseño Industrial (ETSIDI) de la Universidad Politécnica de Madrid (UPM) surge en el año 2013 como transformación de la Escuela Universitaria de Ingeniería Técnica Industrial. Los orígenes de este Centro se remontan al año 1795. Con más de 220 años de historia, y en distintas ubicaciones en la ciudad de Madrid, se han impartido los títulos que, con diferentes denominaciones y sometidos a distintas legislaciones, han conducido a los actuales Grados en Ingeniería, adaptados al Espacio Europeo de Educación Superior.
Los estudiantes que acceden a esta Escuela reciben una formación versátil y multidisciplinar en los diversos campos de la ingeniería industrial y el diseño y desarrollo de productos.
La actualización de contenidos, el “rigor” de las enseñanzas y el empleo de nuevas metodologías docentes ofrecen a los titulados de la ETSIDI-UPM el aprendizaje necesarios para el desarrollo de sus atribuciones profesionales y les dotan de habilidades tales como: liderazgo, autonomía, creatividad e internacionalización.

## Planes de estudio
A partir del curso 2010/2011 comenzaron a impartirse los Planes de Estudio Adaptados al EEES. La ETSIDI oferta cinco títulos de grado, dos dobles grados y tres títulos de máster, reconocidos en toda la Unión Europea.
Todos los grados y dobles grados impartidos en esta Escuela cuentan con el sello internacional de calidad, avalado por la European Network for Accreditation of Engineering Education y el Instituto de la Ingeniería de España.
- Grado en Ingeniería Eléctrica
- Grado en Ingeniería Electrónica Industrial y Automática
- Grado en Ingeniería Mecánica
- Grado en Ingeniería Química Industrial
- Grado en Ingeniería en Diseño Industrial y Desarrollo de Producto
- Doble Grado en Ingeniería en Diseño Industrial y Desarrollo de Producto e Ingeniería Mecánica
- Doble Grado en Ingeniería Eléctrica e Ingeniería Electrónica Industrial y Automática

Están estructurados en un primer y único ciclo de cuatro años. Cada año dividido en dos  cuatrimestres, y con una carga lectiva total de 240 ECTS para cada una de las titulaciones. Los dobles grados tienen una carga lectiva ligeramente por encima de 300 ECTS y se pueden completar en cinco años.
Los títulos de máster que se imparten en la ETSIDI son:
- Máster en Ingeniería de Producción
- Máster en Ingeniería Electromecánica
- Máster en Ingeniería en Diseño Industrial

Están estructurados en un único ciclo de un año de duración, con estructura cuatrimestral y una carga lectiva de 60 créditos ECTS.